# Болехан Володимир Михайлович
Володимир Михайлович Болехан — український військовослужбовець, підполковник Збройних Сил України, учасник російсько-української війни. Повний лицар ордена Богдана Хмельницького.

## Життєпис
У 20 років, після дострокового випуску із військового навчального закладу, очолив роту вогневої підтримки 10-ї окремої гірсько-штурмової бригади. Далі перебував на посадах командира гірсько-штурмової роти цієї ж бригади (2,5 роки), заступника командира батальйону та командира батальйону.
Станом на 2021 рік — командир 108-го окремого гірсько-штурмового батальйону. На цій посаді і зустрів російське вторгнення 2022 року. Кілька місяців перебував на посаді заступника командира 66 окремої механізованої бригади.
Із березня 2023 року командував 42-ю механізованою бригадою. Знятий із посади наприкінці 2023 року.

## Нагороди
- орден Богдана Хмельницького I ступеня (5 грудня 2022) — за особисту мужність і самовіддані дії, виявлені у захисті державного суверенітету та територіальної цілісності України, вірність військовій присязі[4];
- орден Богдана Хмельницького II ступеня (3 червня 2022) — за особисту мужність і самовіддані дії, виявлені у захисті державного суверенітету та територіальної цілісності України, вірність військовій присязі[5].
- орден Богдана Хмельницького III ступеня (28 квітня 2022) — за особисту мужність і самовіддані дії, виявлені у захисті державного суверенітету та територіальної цілісності України, вірність військовій присязі[6].
- медаль «За військову службу Україні» (15 березня 2018) — за особисту мужність і високий професіоналізм, виявлені у захисті державного суверенітету та територіальної цілісності України, вірність військовій присязі[7].
- медаль «Захиснику Вітчизни» (3 грудня 2021) — за особисті заслуги у зміцненні обороноздатності Української держави, мужність і самовіддані дії, виявлені у захисті державного суверенітету та територіальної цілісності України, зразкове виконання військового обов'язку[8].

## Військові звання
- старший лейтенант (2018)[7]
- капітан (2021)[8]
- майор (2022)[5]
- підполковник (2023)[3]